# Burr Harrison Duval
Burr Harrison Duval (Bardstown, 1809 - Goliad, 27 de Março de 1836) foi o comandante do Kentucky Mustangs, Voluntários do Primeiro Regimento, um grupo de atiradores do Kentucky formado em Bardstown, Kentucky em Novembro de 1835 durante a Revolução do Texas.

## Primeiros anos
Burr Harrison Duval foi o filho de William Pope Duval e Hynes Nancy. Ele nasceu em 1809 em Bardstown. Ele frequentou a escola no Colégio São José, em Bardstown.

## Legado
O Condado de Duval, Texas foi nomeado após ele.